# 마츠 후멜스
마츠 율리안 후멜스(독일어: Mats Julian Hummels, 1988년 12월 16일 ~ )는 독일의 은퇴한 축구 선수로, 현역 시절 포지션은 중앙 수비수였다.

## 클럽 경력
바이에른 뮌헨의 유소년팀 출신으로, 후멜스는, 2006년 12월 19일 뮌헨 프로선수로 4년 계약을 하였다. 2007년 5월 19일, 그 시즌의 마지막 경기인 1. FSV 마인츠 05와의 홈 경기에서 데뷔하였다. 그 경기는 바이에른 뮌헨의 5-2 승리로 종료되었다.
2008년 1월, 후멜스는 보루시아 도르트문트에 임대 이적하였다. 팀에서의 첫 시즌 후, 그는 주전자리를 빠르게 꿰찼고, 그와 같이 들어온 네벤 수보티치 (그도 또한 1988년 12월생이다.)와 같이 센터백을 맡았지만, 시즌의 마지막 달을 부상으로 결장하였다. 그 다음해 2월, 그는 보루시아 도르트문트 완전 이적에 동의하였다.
2010-11 시즌 후멜스는 더 큰 성과를 거두었다. 그는 팀의 센터백 1순위로, 또다시 수보티치와 센터백 듀오를 이루었고, 최소 실점을 기록하였다. 후멜스는 태클, 위치선정 등에 우수한 능력을 지녔다. 그는 평론가와 감독으로부터, 분데스리가 최고의 수비수로 인정받았다.
2016년 7월 1일에 친정팀인 바이에른 뮌헨으로 복귀했다.
2019년 6월 19일, 보루시아 도르트문트로 다시 이적하며 복귀했다.
2025년 4월 4일, 시즌 종료 후 현역 은퇴를 선언하였다.

## 국가대표팀 경력

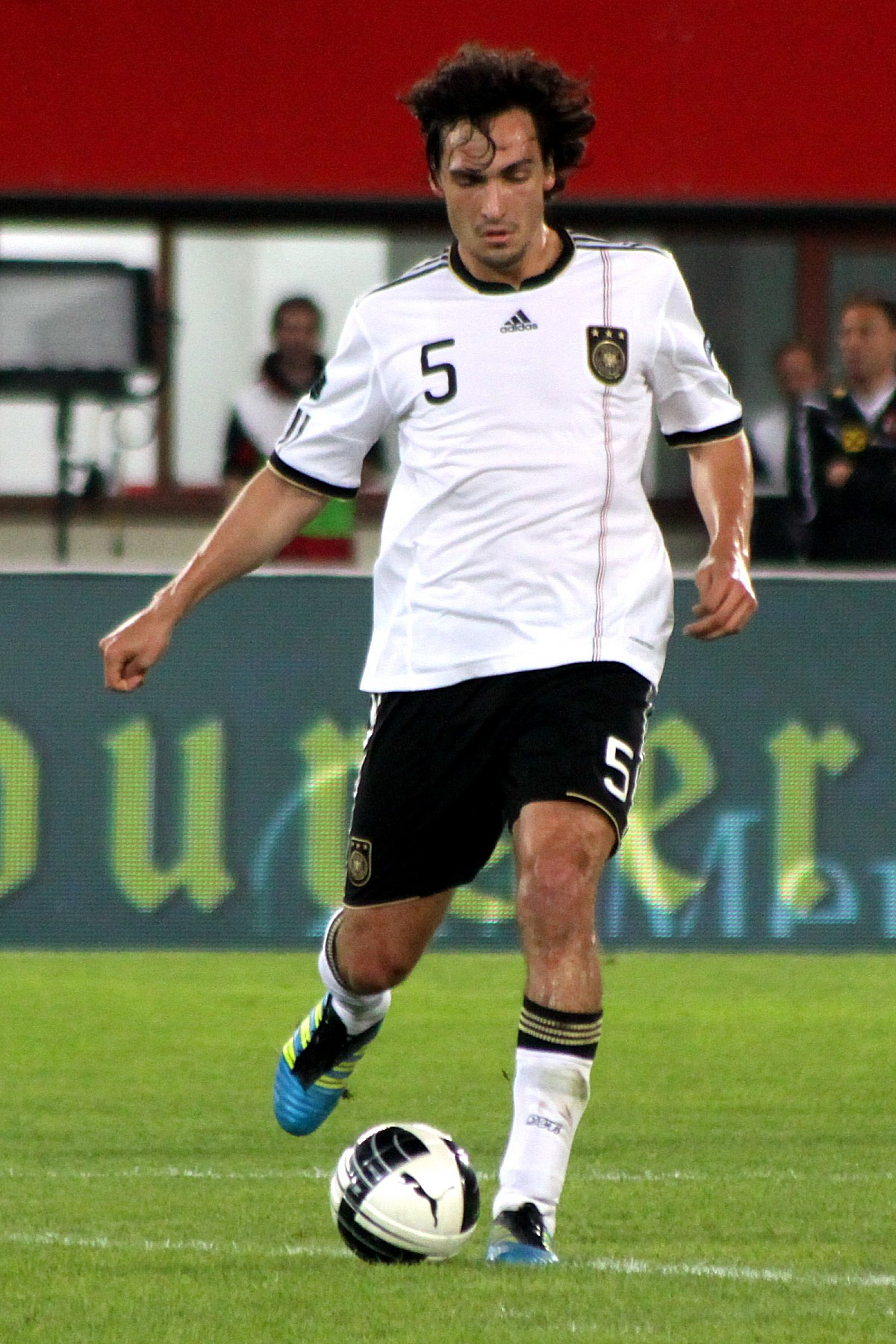
독일 국가대표팀에서 활약하는 후멜스.

후멜스는 2009년 UEFA U-21 챔피언십의 우승 주역이었다. 그는 처음 네 경기에서 막판에 짧은 시간 동안 출장한 이후, 잉글랜드와의 결승전에서 선발 출장하여 4-0 승리를 거두었다.
2010년 5월 13일, 아헨에서 열린 몰타와의 친선경기에서 성인 국가대표팀 데뷔전을 치렀다. 그는 뉴 티볼리에서 열린 이 경기에서 후반 1분에 제르다어 타스치와 교체되어, 팀의 3-0 (전반 1-0) 승리를 도왔다.
2014년 FIFA 월드컵에서는 프랑스와의 8강전에서 최우수 선수로 선정되었다.
2019년, 뢰브가 보아텡, 뮐러와 함께 대표팀 플랜에서 제외한다고 선언했으나, 이를 번복하고 유로 2020 최종 명단에 포함되었다. 독일은 16강에서 잉글랜드에 패해 탈락하였다.
이후 후임 감독 플릭은 세대교체를 이유로 그를 뽑지 않았으나, 클럽에서 지속적으로 뛰어난 퍼포먼스를 보이자 복귀 여론이 거세졌다. 허나 2022년 카타르 월드컵 최종 명단에서 끝내 제외되었다.
2023년 10월, 대표팀 명단에 복귀하였다. 챔피언스리그에서 뛰어난 활약으로 도르트문트의 결승을 이끌었으나, 나겔스만의 유로 2024 최종 명단에는 끝내 제외되었다.

## 출전 통계
| 클럽                | 시즌        | 리그 | 리그 | 포칼 | 포칼 | 대륙 | 대륙 | 기타 | 기타 | 합계 | 합계 |
| 클럽                | 시즌        | 출전 | 득점 | 출전 | 득점 | 출전 | 득점 | 출전 | 득점 | 출전 | 득점 |
| ------------------- | ----------- | ---- | ---- | ---- | ---- | ---- | ---- | ---- | ---- | ---- | ---- |
| 바이에른 뮌헨 II    | 2005-06     | 1    |      |      |      |      |      |      |      | 1    |      |
| 바이에른 뮌헨 II    | 2006-07     | 31   | 2    |      |      |      |      |      |      | 31   | 2    |
| 바이에른 뮌헨 II    | 2007-08     | 10   | 3    |      |      |      |      |      |      | 10   | 3    |
| 바이에른 뮌헨 II    | 소계        | 42   | 5    |      |      |      |      |      |      | 42   | 5    |
| 바이에른 뮌헨       | 2006-07     | 1    |      |      |      |      |      | 1    |      | 2    |      |
| 보루시아 도르트문트 | 2007-08     | 13   |      | 3    |      |      |      |      |      | 16   |      |
| 보루시아 도르트문트 | 2008-09     | 12   | 1    | 1    |      | 1    |      |      |      | 14   | 1    |
| 보루시아 도르트문트 | 2009-10     | 30   | 5    | 3    |      |      |      |      |      | 33   | 5    |
| 보루시아 도르트문트 | 2010-11     | 32   | 5    | 2    |      | 8    | 1    |      |      | 42   | 6    |
| 보루시아 도르트문트 | 2011-12     | 33   | 1    | 6    | 1    | 6    | 1    | 1    |      | 46   | 3    |
| 보루시아 도르트문트 | 2012-13     | 28   | 1    | 2    | 1    | 11   | 1    | 1    |      | 42   | 3    |
| 보루시아 도르트문트 | 2013-14     | 23   | 2    | 4    |      | 6    |      | 1    |      | 34   | 2    |
| 보루시아 도르트문트 | 2014-15     | 24   | 2    | 4    |      | 4    |      |      |      | 32   | 2    |
| 보루시아 도르트문트 | 2015-16     | 30   | 2    | 6    |      | 14   | 1    |      |      | 50   | 3    |
| 보루시아 도르트문트 | 소계        | 225  | 19   | 31   | 2    | 50   | 4    | 3    | 0    | 309  | 25   |
| 바이에른 뮌헨       | 2016-17     | 27   | 1    | 5    | 2    | 9    |      |      |      | 42   | 3    |
| 바이에른 뮌헨       | 2017-18     | 26   | 1    | 5    | 1    | 9    | 1    |      |      | 41   | 3    |
| 바이에른 뮌헨       | 2018-19     | 21   | 1    | 5    |      | 6    | 1    |      |      | 33   | 2    |
| 바이에른 뮌헨       | 소계        | 74   | 3    | 15   | 3    | 24   | 2    |      |      | 116  | 8    |
| 보루시아 도르트문트 | 2019-20     | 31   | 1    | 2    |      | 8    |      |      |      | 41   | 1    |
| 보루시아 도르트문트 | 2020-21     | 33   | 5    | 5    | 1    | 9    |      | 1    |      | 48   | 6    |
| 보루시아 도르트문트 | 2021-22     | 23   | 1    | 2    |      | 7    |      |      |      | 32   | 1    |
| 보루시아 도르트문트 | 2022-23     | 30   | 1    | 4    |      | 4    |      |      |      | 38   | 1    |
| 보루시아 도르트문트 | 2023-24     | 25   | 3    | 2    |      | 13   | 1    |      |      | 40   | 4    |
| 보루시아 도르트문트 | 소계        | 142  | 11   | 15   | 1    | 41   | 1    | 1    | 0    | 199  | 13   |
| 로마                | 2024-25     | 13   | 0    | 1    | 0    | 5    | 1    |      |      | 19   | 1    |
| 로마                | 커리어 합계 | 497  | 38   | 62   | 6    | 120  | 8    | 8    | 0    | 687  | 52   |

## 수상

#### 보루시아 도르트문트
- 분데스리가 : 2010-11, 2011-12
- DFB-포칼 : 2011-12, 2020-21
- DFL-슈퍼컵 : 2013
- UEFA 챔피언스리그 준우승 : 2012-13, 2023-24

#### 바이에른 뮌헨
- 분데스리가 : 2016-17, 2017-18, 2018-19
- DFB-포칼 : 2018-19
- DFL-슈퍼컵 : 2016, 2017, 2018

#### 독일
- UEFA U-21 유로 : 2009
- FIFA 월드컵 : 2014

### 개인
- VDV 올해의 팀[4] : 2009-10, 2010-11, 2011-12, 2012-13, 2013-14, 2015-16, 2016-17, 2017-18, 2019-20, 2020-21
- 키커 올해의 팀[5] : 2009-10, 2010-11, 2011-12, 2013-14, 2015-16, 2017-18, 2019-20
- 키커 올해의 수비수 : 2009-10, 2010-11, 2011-12, 2013-14
- 분데스리가 올해의 팀[6] : 2012–13, 2013–14, 2015–16, 2016–17, 2017–18, 2020–21
- UEFA 유로파리그 시즌의 스쿼드 : 2015-16
- UEFA 챔피언스리그 시즌의 팀 : 2023-24
- ESM 올해의 팀 : 2010-11, 2011-12
- 은월계잎 훈장 : 2014
- 보루시아 도르트문트 올해의 선수 : 2011-12
- 보루시아 도르트문트 역대 베스트 : 2017
- FIFA 월드컵 올스타팀 : 2014
- FIFA 월드컵 드림팀 : 2014
- FIFA 월드컵 캐스트롤 인덱스 베스트 : 2014
- 2014년 FIFA 월드컵 MoM : vs. 프랑스 (8강전)